# Fresnes-Tilloloy
Ne doit pas être confondu avec une autre commune de la Somme, Tilloloy, relevant, elle, du canton de Roye.
Pour les articles homonymes, voir Fresnes et Tilloloy.
Fresnes-Tilloloy (ou Fresne-Tilloloy comme l'indique le panneau à l'entrée du village) est une commune française située dans le département de la Somme, en région Hauts-de-France.

## Géographie

### Localisation
Fresnes-Tilloloy est un village picard se trouvant dans le Vimeu, en Picardie-Maritime.
Limitrophe de Oisemont, la localité est située à 14 km au sud d'Abbeville et à 39 km au nord-ouest d'Amiens, à vol d'oiseau.
Le territoire de la commune est limitrophe de ceux de six communes.
Les communes limitrophes sont  Cerisy-Buleux, Doudelainville, Neuville-au-Bois, Oisemont, Saint-Maxent et Vaux-Marquenneville.

### Données climatiques
Voici les données climatiques comparatives de Fresnes-Tilloloy avec d'autres villes françaises caractéristiques.
| Ville             | Ensoleillement · (h/an) | Pluie · (mm/an) | Neige · (j/an) | Orage · (j/an) | Brouillard · (j/an) |
| ----------------- | ----------------------- | --------------- | -------------- | -------------- | ------------------- |
| Médiane nationale | 1 852                   | 835             | 16             | 25             | 50                  |
| Fresnes-Tilloloy  | 1638                    | 732             | 17             | 19             | 69                  |
| Paris             | 1 717                   | 634             | 13             | 20             | 26                  |
| Nice              | 2 760                   | 791             | 1              | 28             | 2                   |
| Strasbourg        | 1 747                   | 636             | 26             | 28             | 69                  |
| Brest             | 1 555                   | 1 230           | 6              | 12             | 78                  |
| Bordeaux          | 2 070                   | 987             | 3              | 32             | 78                  |

### Hydrographie
La commune est traversée par la ligne de partage des eaux entre les bassins hydrographiques Artois-Picardie et Seine-Normandie. Elle n'est drainée par aucun cours d'eau.

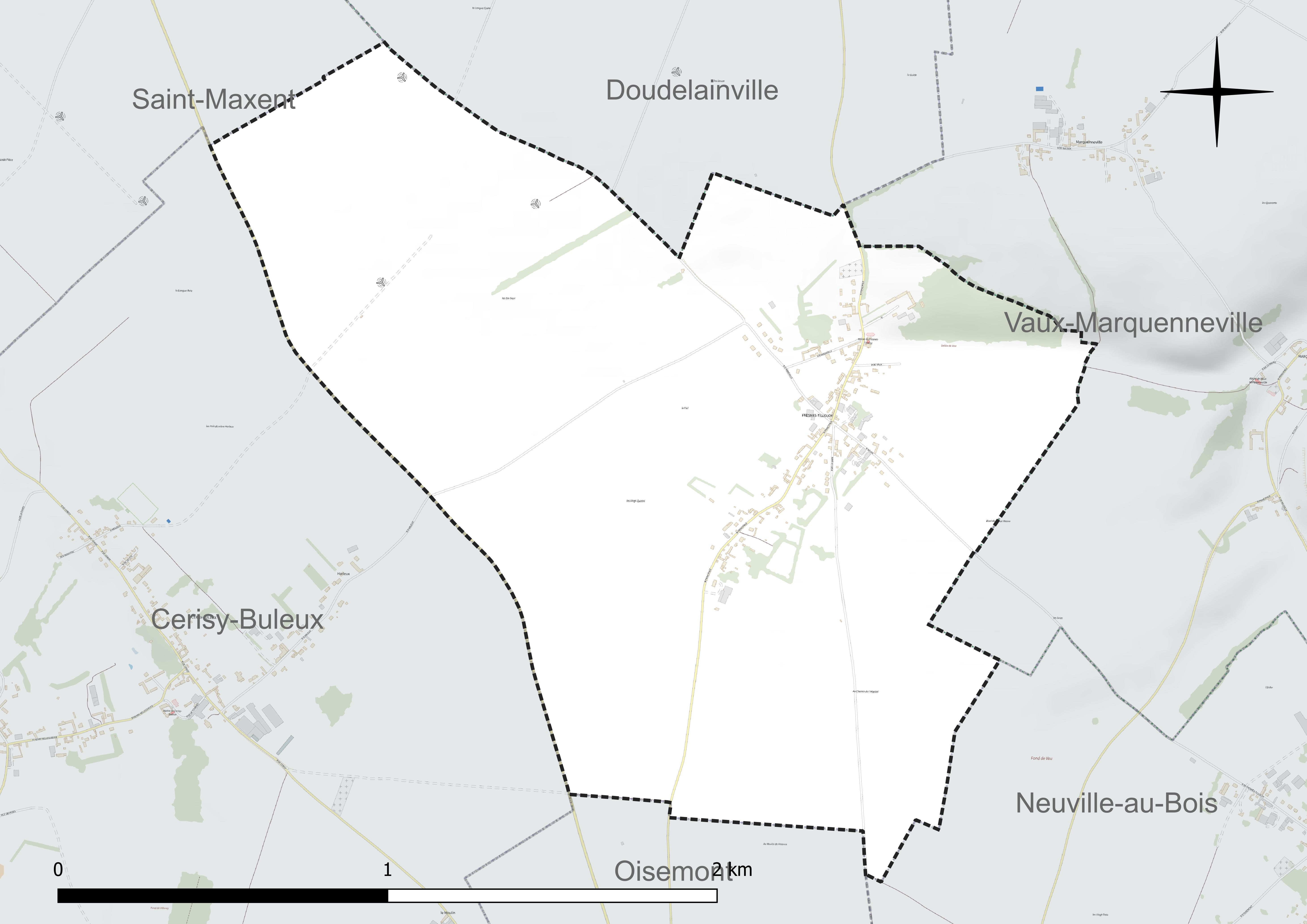
Réseau hydrographique de Fresnes-Tilloloy.

### Climat
Pour des articles plus généraux, voir Climat des Hauts-de-France et Climat de la Somme.
En 2010, le climat de la commune est de type climat océanique altéré, selon une étude du CNRS s'appuyant sur une série de données couvrant la période 1971-2000. En 2020, Météo-France publie une typologie des climats de la France métropolitaine dans laquelle la commune est exposée à un climat océanique et est dans la région climatique Côtes de la Manche orientale, caractérisée par un faible ensoleillement (1 550 h/an) ; forte humidité de l'air (plus de 20 h/jour avec humidité relative > 80 % en hiver), vents forts fréquents.
Pour la période 1971-2000, la température annuelle moyenne est de 10,2 °C, avec une amplitude thermique annuelle de 13,7 °C. Le cumul annuel moyen de précipitations est de 837 mm, avec 12,3 jours de précipitations en janvier et 8,5 jours en juillet. Pour la période 1991-2020, la température moyenne annuelle observée sur la station météorologique la plus proche, située sur la commune d'Oisemont à 3 km à vol d'oiseau, est de 11,1 °C et le cumul annuel moyen de précipitations est de 801,4 mm,. Pour l'avenir, les paramètres climatiques de la commune estimés pour 2050 selon différents scénarios d'émission de gaz à effet de serre sont consultables sur un site dédié publié par Météo-France en novembre 2022.
| Mois                                  | jan.             | fév.            | mars          | avril         | mai             | juin           | jui.          | août           | sep.          | oct.            | nov.            | déc.             | année      |
| ------------------------------------- | ---------------- | --------------- | ------------- | ------------- | --------------- | -------------- | ------------- | -------------- | ------------- | --------------- | --------------- | ---------------- | ---------- |
| Température minimale moyenne (°C)     | 1,9              | 1,9             | 3,7           | 5,2           | 8,3             | 11,3           | 13,4          | 13,5           | 11            | 8,4             | 5,1             | 2,6              | 7,2        |
| Température moyenne (°C)              | 4,4              | 4,8             | 7,4           | 10            | 13,2            | 16,1           | 18,3          | 18,4           | 15,5          | 12              | 7,8             | 5                | 11,1       |
| Température maximale moyenne (°C)     | 6,9              | 7,7             | 11,2          | 14,8          | 18              | 21             | 23,2          | 23,3           | 20,1          | 15,5            | 10,5            | 7,3              | 15         |
| Record de froid (°C) date du record   | −12,7 01.01.1997 | −13 07.02.1991  | −8,8 04.03.05 | −4 08.04.03   | −0,9 05.05.1996 | 2,2 02.06.1991 | 6 07.07.1996  | 5,9 25.08.1993 | 2,6 30.09.18  | −4,9 29.10.1997 | −8,4 30.11.1989 | −13,2 29.12.1996 | −13,2 1996 |
| Record de chaleur (°C) date du record | 15,6 01.01.22    | 18,7 15.02.1998 | 24,8 31.03.21 | 27,6 19.04.18 | 31,7 27.05.05   | 36,4 18.06.22  | 41,4 25.07.19 | 38 10.08.03    | 34,2 10.09.23 | 29,1 01.10.11   | 20,9 07.11.15   | 16,1 31.12.22    | 41,4 2019  |
| Précipitations (mm)                   | 67,8             | 59,4            | 58,2          | 49,3          | 63,4            | 57,5           | 60            | 72             | 63,6          | 72,7            | 80,9            | 96,6             | 801,4      |

## Urbanisme

### Typologie
Au 1er janvier 2024, Fresnes-Tilloloy est catégorisée commune rurale à habitat dispersé, selon la nouvelle grille communale de densité à sept niveaux définie par l'Insee en 2022.
Elle est située hors unité urbaine. Par ailleurs la commune fait partie de l'aire d'attraction d'Abbeville, dont elle est une commune de la couronne,. Cette aire, qui regroupe 73 communes, est catégorisée dans les aires de 50 000 à moins de 200 000 habitants,.

### Occupation des sols
L'occupation des sols de la commune, telle qu'elle ressort de la base de données européenne d'occupation biophysique des sols Corine Land Cover (CLC), est marquée par l'importance des territoires agricoles (92,6 % en 2018), en diminution par rapport à 1990 (100 %). La répartition détaillée en 2018 est la suivante : 
terres arables (81,5 %), prairies (8 %), zones urbanisées (7,4 %), zones agricoles hétérogènes (3,1 %). L'évolution de l'occupation des sols de la commune et de ses infrastructures peut être observée sur les différentes représentations cartographiques du territoire : la carte de Cassini (XVIIIe siècle), la carte d'état-major (1820-1866) et les cartes ou photos aériennes de l'IGN pour la période actuelle (1950 à aujourd'hui).

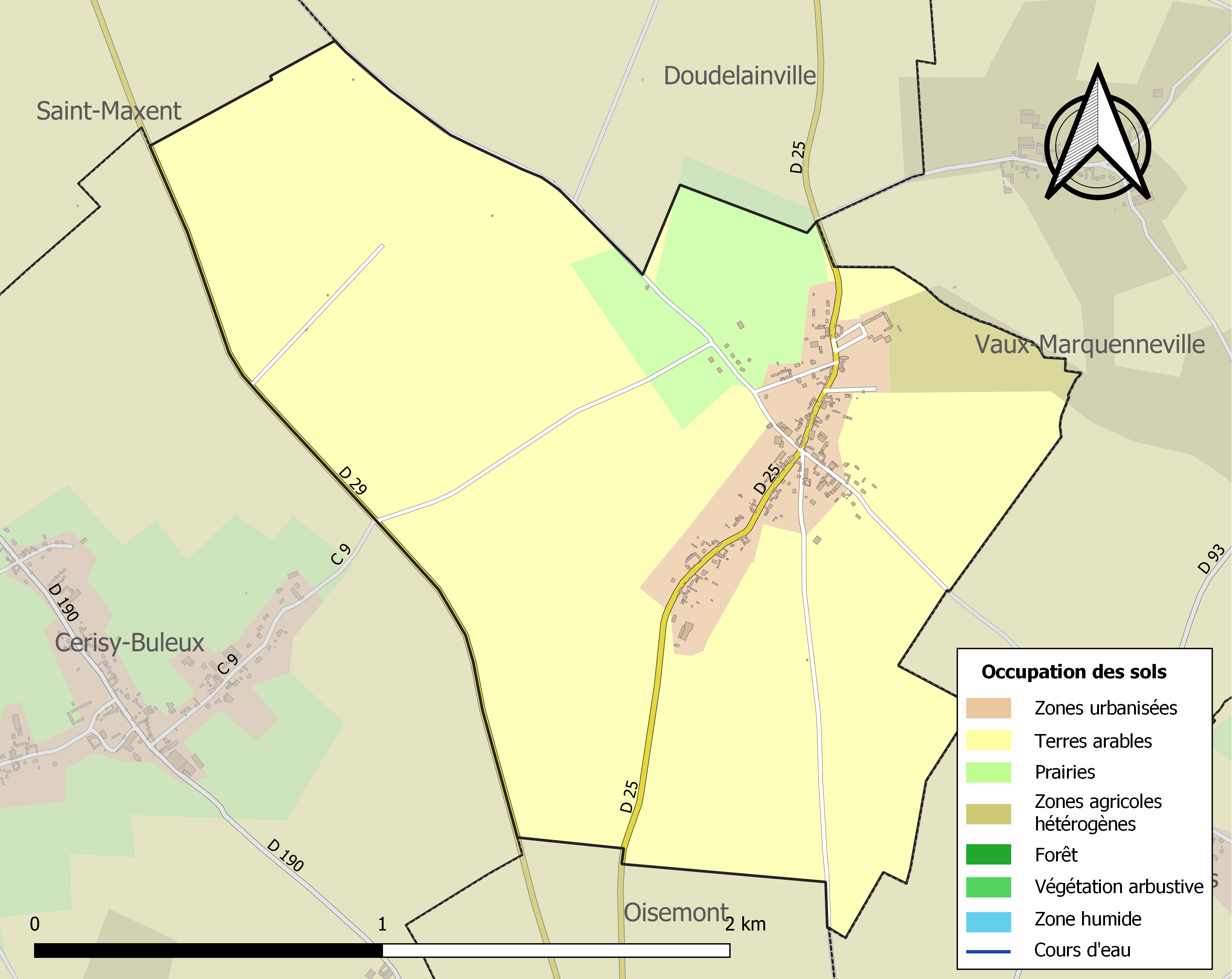
Carte des infrastructures et de l'occupation des sols de la commune en 2018 (CLC).

### Lieux-dits, hameaux et écarts
Selon la carte de Cassini publiée en 1757, deux hameaux se succédaient du nord au sud : « Fresnes » et « Tilloloy ».
Aujourd'hui, on trouve les désignations suivantes dans la commune :
- au nord : Au Bout de Fresne ;
- à l'est : le Village ; la Vallée de Vaux ; Au bout de la rue Neuve ;
- au sud : les Quarante ; Au Chemin de l'Hôpital ; les Vingt-Quatre ;
- à l'ouest : le Fief ; les Dix-Sept ;
- au nord-ouest : la vallée de Saint-Maxent ; Au Chemin de Saint-Maxent ;
- lieu-dit le Fief[20] : aussi appelé le Malacquis, la légende raconte qu'à l'Époque féodale, un seigneur « profita » d'une jeune habitante du village et que de cette aventure naquit un enfant. Il fut considéré comme « un mal-acquis »[21] ;
- la rue Principale : comme beaucoup de villages dits longilignes, la rue Principale est la Grande rue autour de laquelle ont été construites la majeure partie des habitations ;
- la rue d'Abbeville : cette rue ne va pas à Abbeville mais vers Cerisy-Buleux. Elle porte néanmoins ce nom car avant la construction de la route départementale, les marchands de bestiaux passaient par cette voie pour emmener leur bétail au marché d'Abbeville. À l'époque, certains chemins étaient plus praticables que d'autres ;
- au chemin de l'Hôpital : cette voie menait vers la maladrerie édifiée à Oisemont par les Hospitaliers de l'ordre de Saint-Jean de Jérusalem.

### Voies de communication et transports
Implanté à l'ouest du département, au croisement de l'axe nord-sud reliant Abbeville à Senarpont (la route départementale 25 « RD 25 » traversant le village en est aussi la rue principale) et celui, plus virtuel, allant du Tréport à Amiens, Fresnes-Tilloloy est juste à mi-chemin entre Gamaches et Airaines.
Par la route, Oisemont se trouve à 3,5 km, Abbeville à 18 km (20 min), et Amiens à 45 km (1 h).

### Logements
En 2009, le nombre total de logements dans la commune était de 73.
Parmi ces logements, 80,1 % étaient des résidences principales, 15,6 % des résidences secondaires et 4,3 % des logements vacants. Ces logements étaient pour 98 % d'entre eux des maisons individuelles et il n'y avait pas d'appartements.
La proportion des résidences principales, propriétés de leurs occupants était de 79,73 %.

### Morphologie urbaine
La majorité des habitations se sont implantées le long d'un axe principal. Fresnes-Tilloloy a les caractéristiques d'un village-rue.

## Toponymie
La graphie « Fresnum » est attestée en 1207. Cependant, le village est aussi appelé Fraisneium en 1232 et Fresne-en-Vimeu au XVIIIe siècle.
La graphie « Tilleloy » est, elle, attestée en 1237 puis transformée en Tilloloy-en-Vimeu au XVIIIe siècle.

Le village a pu être noté parfois Fresne-Tilloloy (sans « s ») (comme en 1753, contrairement à la « carte de Cassini » de 1757, ou plus récemment, en 1933, dans l' « annuaire administratif et statistique de la Somme »). Le « s » serait dû à une erreur administrative du département. L'erreur a  été reproduite au bulletin des lois de 1801.
Il est à noter que Tilloloy s'écrivait aussi en 1373 : Thillolay et ensuite Thilloloy dans d'autres textes ; ce, jusqu'à l'approche de la Révolution française.
Étymologiquement, Fresnes et Tilloloy étaient probablement des lieux plantés de frênes et de tilleuls.
Dans la langue picarde, Fresne-Tilloloy s'écrit : Fréné Tilloloè.

## Histoire

### Des origines à la chute de l'Ancien-Régime
- Fresnes-Tilloloy doit être d'origine gauloise et gallo-romaine puisqu'y furent trouvés des débris de fondations, des pierres de taille, attestant de constructions ayant existé jadis le long de la voie romaine dite chaussée Brunehaut qui sépare aujourd'hui la localité du bourg d'Oisemont[28].
- En août 1346, Édouard III, roi d'Angleterre, après avoir quitté l'hospice d'Oisemont où il était logé, a dû traverser Fresnes-Tilloloy, accompagné du traître Gobin Agache qui le conduisit au gué de Blanquetaque, avant de remporter la bataille de Crécy[29].
- En 1459, Fresnes et Tilloloy avaient chacun un vicaire qui dépendait de l'église paroissiale d'Oisemont[réf. nécessaire].
- Au commencement du XVIe siècle, Jean de Béthencourt aurait été seigneur de Fresnes[28].
- Selon l'aveu de 1660, la seigneurie de Fresnes consistait en « un château, avec haute et basse cour, colombier, écuries, granges, bergeries, jardin, pourpris, bois, petite garenne et pâtures, le tout contenant 80 journaux, et 135 journaux de terre. Elle était mouvante de l'évêché d'Amiens. »[30].

- La seigneurie de Thilloloy relevait, elle, de la châtellenie de Bailleul-en-Vimeu[33].

- Au cours du XVIIIe siècle, une épidémie de peste sévit dans le village. Sur les 269 habitants, seuls 69 survécurent à ce terrible fléau. Depuis, tous les ans, un pèlerinage était effectué au mois de mai en l'église de Notre-Dame-de-la-Délivrance à Blangy-sur-Bresle. Ce pèlerinage prit fin vers 1970. Seul, l'arbre à loques de Senarpont en rappelle le souvenir.
- 1757, publication de la carte de Cassini[19], les deux hameaux se succédaient du nord au sud : « Fresnes » et « Tilloloy ».

### Depuis la Révolution de 1789
- Les communes de Thilloloy et de Fresnes, instituées lors de la Révolution française, fusionnent entre 1790 et 1794 pour former celle de Fresnes-Thilloloy[1].
- En 1797, création de l'école de Fresnes-Thilloloy.
- La commune ne paraît pas avoir été éprouvée pendant les invasions de 1814-1815. Durant la guerre franco-allemande de 1870, les Allemands occupèrent le village du 17 février au 9 mars. Leurs réquisitions, tant en nature qu'en argent, s'élevèrent à 7 500 francs de l'époque[28]. On déplora une seule victime parmi les jeunes gens ayant combattu pendant cette année terrible : elle disparut sans qu'on sache où elle périt[28].
- La vieille église, enclose dans une propriété privée, a été démolie et rebâtie ailleurs entre 1860-1870. Une école neuve, construite en 1880, remplaça l'ancien local scolaire exigu et malsain. La plupart des anciennes chaumières disparurent pour faire place à des habitations « sinon élégantes, du moins confortables ». C'est ainsi qu'au cours du XIXe siècle, Fresnes-Tilloloy s'est beaucoup embelli, que le bien-être de ses habitants put s'accroître et que l'instruction s'est considérablement développée[28].
- En 1899, la commune comptait trois anciens militaires médaillés (qui avaient fait respectivement les campagnes de Crimée, d'Italie et du Mexique)[28].
- Au début du XXe siècle, une usine de textile, forte d'une dizaine d'employés, avait pour activité principale le filage et le tissage de rideaux[26]. Cette entreprise n'existe plus.
- En 1936, on dénombrait 40 cultivateurs, puis 22 fermes jusqu'aux années 1980. En 2008, on ne comptera plus que deux fermes[26].
- Lors de la Seconde Guerre mondiale, des bases de lancement de missiles V-1, basés à Vaux-Marquenneville et Neuville-au-Bois, se situaient à proximité du village. Le 24 janvier 1944, le village sera touché par un bombardement qui les visait[26].

## Politique et administration

### Rattachements administratifs et électoraux
La commune se trouvait jusqu'en 2009 dans l'arrondissement d'Amiens du département de la Somme. De 2009 à 2016, elle est intégrée à l'arrondissement d'Abbeville, avant de réintégrer le 1er janvier 2017 l'arrondissement d'Amiens. Pour l'élection des députés, elle fait partie depuis 2012 de la troisième circonscription de la Somme.
Elle faisait partie depuis 1793 du canton d'Oisemont. Dans le cadre du redécoupage cantonal de 2014 en France, la commune est intégrée au canton de Poix-de-Picardie.
Fresnes-Tilloloy fait partie  dans l'ordre judiciaire du ressort du tribunal d'instance d'Abbeville, du  tribunal de grande instance, du tribunal pour enfants, du conseil de prud'hommes, du tribunal de commerce d'Amiens, qui relèvent tous de la cour d'appel d'Amiens.
Dans l'ordre administratif, la commune relève du tribunal administratif d'Amiens et de la cour administrative d'appel de Douai.

### Intercommunalité
La commune était membre de la petite communauté de communes de la Région d'Oisemont (CCRO), créée au 1er janvier 1995.
Dans le cadre des dispositions de la loi portant nouvelle organisation territoriale de la République du 7 août 2015, qui prévoit que les établissements publics de coopération intercommunale (EPCI) à fiscalité propre doivent avoir un minimum de 15 000 habitants, la préfète de la Somme propose en octobre 2015 un projet de nouveau schéma départemental de coopération intercommunale (SDCI) qui prévoit la réduction de 28 à 16 du nombre des intercommunalités à fiscalité propre du département.
Ce projet prévoit la « fusion des communautés de communes du Sud-Ouest Amiénois, du Contynois et de la région d'Oisemont », le nouvel ensemble de 37 412 habitants regroupant 120 communes,. À la suite de l'avis favorable de la commission départementale de coopération intercommunale en janvier 2016, la préfecture sollicite l'avis formel des conseils municipaux et communautaires concernés en vue de la mise en œuvre de la fusion.
La communauté de communes Somme Sud-Ouest (CC2SO), dont est désormais membre la commune, est ainsi créée au 1er janvier 2017.
Le traitement et la distribution de l'eau potable est assurée pal le SIAEP de Frucourt, et la distribution d'électricité est assurée par la Fédération Départementale d'Énergie de la Somme, créée en 2015 et qui succède au  SIER du sud-Vimeu.

### Tendances politiques et résultats
Résultat de scrutins dans la commune :
Élections présidentielles, résultats du deuxième tour
- Présidentielle de 2002[47], résultats du second tour : 77,9 % pour Jacques Chirac (RPR), 22,1 % pour Jean-Marie Le Pen (FN), 90,4 % de participation.
- Présidentielle de 2007[48], résultats du second tour : 55,45 % pour Ségolène Royal (PS), 44,55 % pour Nicolas Sarkozy (UMP), 89,74 % de participation.
- Présidentielle de 2012[49], résultats du second tour : 59,41 % pour François Hollande (PS), 40,59 % pour Nicolas Sarkozy (UMP), 91,53 % de participation.

Élections législatives, résultats du deuxième tour
- Élections législatives françaises de 2002[50], résultats du second tour : 55,56 % pour Vincent Peillon (PS), 44,44 % pour Jérôme Bignon (UMP), 82,4 % de participation.
- Élection législative française de 2007[51], résultats du second tour : 52,08 % pour Jérôme Bignon (UMP), 47,92 % pour Vincent Peillon (PS).
- Élection législative française de 2012[52], résultats du second tour : 50 % pour Jean-Claude Buisine (PS), 50 % pour Jérôme Bignon (UMP), 69 % de participation.

Élections cantonales puis départementales
- Élections cantonales françaises de 2008[53], 50 % pour Jérôme Bignon (UMP), 19,61 % pour Michel Quignon (DVG), 87,2 % de participation.

### Administration municipale
Le nombre d'habitants de la commune étant compris entre 100 et 500, le nombre de membres du conseil municipal est de 11.

### Liste des maires
| Période | Période                      | Identité                  | Étiquette | Qualité                                                                                           |
| ------- | ---------------------------- | ------------------------- | --------- | ------------------------------------------------------------------------------------------------- |
| 1793    | 1794                         | Jean-François Routier     |           | Officier du Conseil Général de Fresne-Tilloloy                                                    |
| 1794    | 1795                         | Antoine Varlet            |           | Membre du Conseil Général de Fresne-Tilloloy                                                      |
| 1795    | 1805                         | Pierre Fréville           |           |                                                                                                   |
| 1805    | 1831                         | Charles Jean-Baptiste Plé |           |                                                                                                   |
| 1831    | 1845                         | Théophile Damonneville    |           |                                                                                                   |
| 1845    | 1860                         | Honoré Routier            |           |                                                                                                   |
| 1860    | 1865                         | Alfred Damonneville       |           |                                                                                                   |
| 1865    | 1874                         | Jean-Baptiste Plé         |           |                                                                                                   |
| 1874    | 1876                         | Éloi Polbot               |           |                                                                                                   |
| 1876    | 1904                         | Auxence Damonneville      |           |                                                                                                   |
| 1904    | 1925                         | Raoul Damonneville        |           |                                                                                                   |
| 1925    | 1933                         | Henri Seigneur            |           | Chevalier du Mérite agricole                                                                      |
| 1933    | 1960                         | Gabriel Houbart           |           |                                                                                                   |
| 1960    | 1989                         | Michel Fromentin          |           |                                                                                                   |
| 1989    | mars 2012                    | Gérard Houbart            |           | Vice-président de la CCRO[Quand ?] Chevalier de l'Ordre des Palmes académiques Décédé en fonction |
| 2012    | En cours (au 8 octobre 2020) | Ambre Magnier             |           | Pédicure-podologue Réélue pour le mandat 2020-2026,                                               |

## Population et société

### Démographie
Ses habitants sont les Fresnois.

#### Évolution démographique
L'évolution du nombre d'habitants est connue à travers les recensements de la population effectués dans la commune depuis 1793. Pour les communes de moins de 10 000 habitants, une enquête de recensement portant sur toute la population est réalisée tous les cinq ans, les populations de référence des années intermédiaires étant quant à elles estimées par interpolation ou extrapolation. Pour la commune, le premier recensement exhaustif entrant dans le cadre du nouveau dispositif a été réalisé en 2005.

En 2022, la commune comptait 211 habitants, en évolution de +4,46 % par rapport à 2016 (Somme : −1,26 %, France hors Mayotte : +2,11 %).
| 1793 | 1800 | 1806 | 1821 | 1831 | 1836 | 1841 | 1846 | 1851 |
| ---- | ---- | ---- | ---- | ---- | ---- | ---- | ---- | ---- |
| 280  | 248  | 260  | 289  | 280  | 286  | 259  | 248  | 284  |

| 1856 | 1861 | 1866 | 1872 | 1876 | 1881 | 1886 | 1891 | 1896 |
| ---- | ---- | ---- | ---- | ---- | ---- | ---- | ---- | ---- |
| 273  | 280  | 290  | 265  | 264  | 265  | 257  | 253  | 271  |

| 1901 | 1906 | 1911 | 1921 | 1926 | 1931 | 1936 | 1946 | 1954 |
| ---- | ---- | ---- | ---- | ---- | ---- | ---- | ---- | ---- |
| 270  | 257  | 234  | 207  | 194  | 196  | 173  | 169  | 172  |

| 1962 | 1968 | 1975 | 1982 | 1990 | 1999 | 2005 | 2006 | 2010 |
| ---- | ---- | ---- | ---- | ---- | ---- | ---- | ---- | ---- |
| 147  | 134  | 130  | 134  | 130  | 137  | 136  | 135  | 172  |

| 2015 | 2020 | 2022 | - | - | - | - | - | - |
| ---- | ---- | ---- | - | - | - | - | - | - |
| 198  | 204  | 211  | - | - | - | - | - | - |

#### Pyramide des âges
La population de la commune est relativement jeune.
En 2018, le taux de personnes d'un âge inférieur à 30 ans s'élève à 42,7 %, soit au-dessus de la moyenne départementale (36,4 %). À l'inverse, le taux de personnes d'âge supérieur à 60 ans est de 22,6 % la même année, alors qu'il est de 26,0 % au niveau départemental.
En 2018, la commune comptait 106 hommes pour 98 femmes, soit un taux de 51,96 % d'hommes, largement supérieur au taux départemental (48,51 %).
Les pyramides des âges de la commune et du département s'établissent comme suit.
| Hommes | Classe d’âge | Femmes |
| ------ | ------------ | ------ |
| 0,9    | 90 ou +      | 2,0    |
| 2,8    | 75-89 ans    | 5,1    |
| 16,0   | 60-74 ans    | 18,4   |
| 11,3   | 45-59 ans    | 11,2   |
| 22,6   | 30-44 ans    | 24,5   |
| 11,3   | 15-29 ans    | 12,2   |
| 34,9   | 0-14 ans     | 26,5   |

| Hommes | Classe d’âge | Femmes |
| ------ | ------------ | ------ |
| 0,6    | 90 ou +      | 1,8    |
| 6,7    | 75-89 ans    | 9,4    |
| 17,2   | 60-74 ans    | 18,1   |
| 19,8   | 45-59 ans    | 19,1   |
| 18,2   | 30-44 ans    | 17,5   |
| 19,4   | 15-29 ans    | 18     |
| 18,2   | 0-14 ans     | 16,2   |

### Enseignement
Fresne-Tilloloy fait partie d'un regroupement pédagogique intercommunal (RPI) avec les villages de Forceville-en-Vimeu (maternelle), de Neuville-au-Bois (CP, CE1) et de Fontaine-le-Sec (CE2, CM1, CM2).
Ce regroupement scolaire faisait partie des treize sites (26 classes) gérés par la  communauté de communes de la Région d'Oisemont (C.C.R.O.). Au 1er janvier 2017, la compétence scolaire est du ressort de la communauté de communes Somme-Sud-Ouest.
Depuis septembre 2007, la classe de Fontaine-le-Sec a été rouverte. La réhabilitation a coûté 84 000 €, cette classe ayant été fermée en 2004/2005.
Une garderie ainsi qu'un club de jeux gratuits (deux soirs par semaine) sont organisés à Forceville-en-Vimeu, financés par la C.C.R.O..
Pour les écoles, un transport scolaire est effectué matin-midi-soir du lundi au vendredi, matin-midi les mercredis et samedis, et matin-soir du lundi au vendredi pour le collège d'Oisemont et le lycée d'Abbeville.
La cantine scolaire se trouve à Oisemont.

### Manifestations culturelles et festivités
- La fête du village se déroule le premier dimanche du mois d'août, une réderie (brocante, vide-grenier)  est organisée pour l'occasion.
- Des animations pour les enfants du village  sont organisées, avec le concours de « l'Association des Jeunes », comme la remise des cadeaux pour Noël, Halloween, Pâques…
- Toutes les commémorations officielles sont célébrées.

### Santé
Les centres hospitaliers d'Abbeville et d'Amiens accueillent les patients du secteur.

### Sports
Les amateurs d'activités sportives se joignent aux clubs des environs comme Oisemont...

### Médias
Le quotidien régional, Le Courrier picard et les hebdomadaires régionaux, L'Éclaireur du Vimeu et l'Informateur, relatent les informations locales.
La commune est en outre dans le bassin d'émission de la chaîne de télévision France 3 Picardie.
L'information institutionnelle est assurée par plusieurs publications périodiques : le bulletin du conseil départemental de la Somme, Vivre en Somme.

### Cultes
La commune fait partie de l'ensemble paroissial catholique d'Oisemont au sein du diocèse d'Amiens[réf. nécessaire].
Liste des ecclésiastiques catholiques liés à la commune

### Gendarmerie
Fresnes-Tilloloy relève de la gendarmerie d'Oisemont.

### Internet
Le village est connecté à l'ADSL et a pour réseau : Internet ADSL-Central Oisemont-Répartition 80606 OIS-OIS80[réf. nécessaire].

## Économie

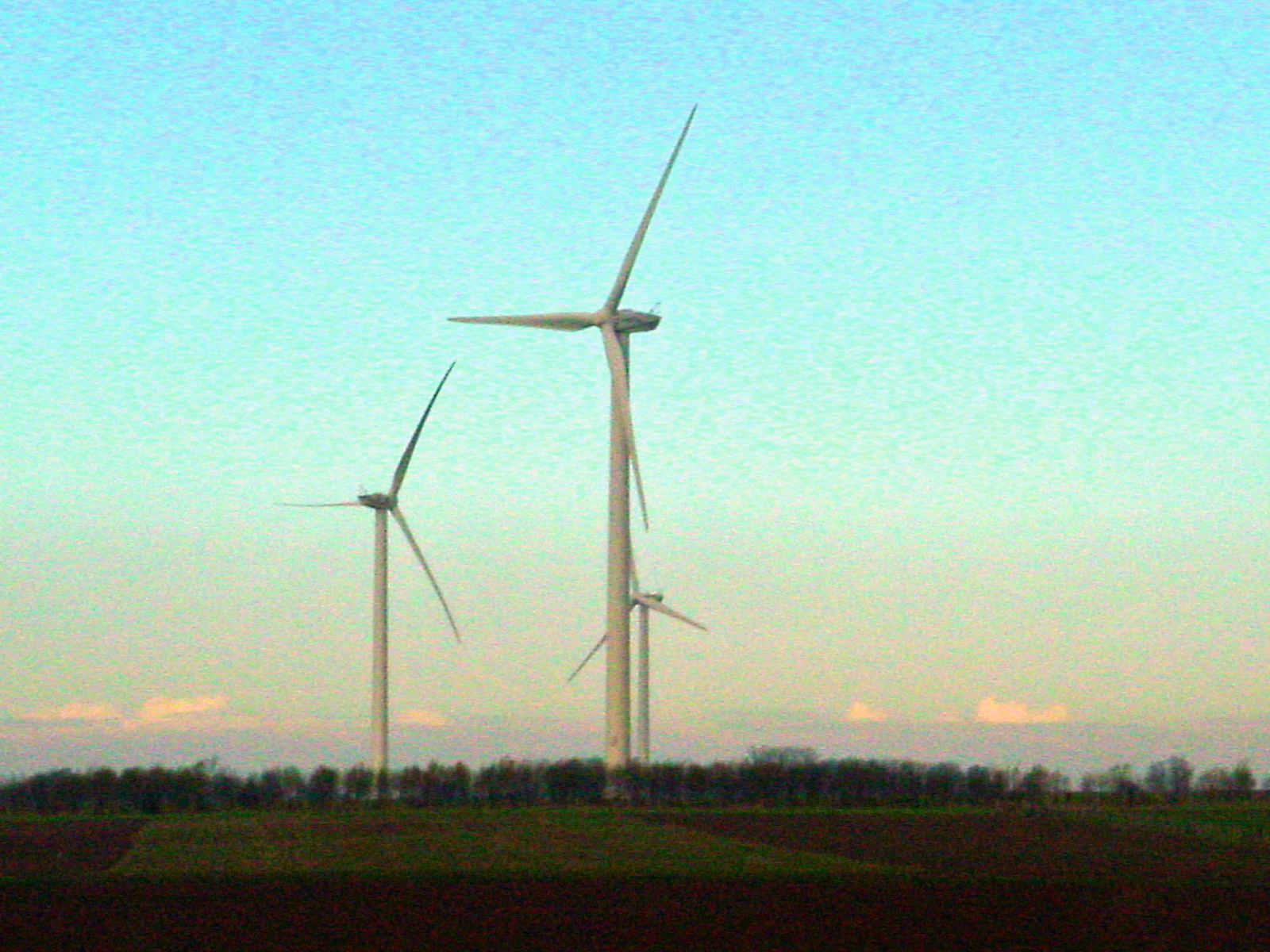
Éoliennes de Fresnes-Tilloloy.

### Revenus de la population
En 2010, le revenu fiscal médian par ménage était de 21 366 €.

### Emploi
En 2009, la population de Fresnes-Tilloloy se répartissait ainsi : 79,8 % d'actifs et 20,2 % d'inactifs dont 11,5 % de retraités et 1,9 % d'élèves, d'étudiants et de stagiaires non rémunérés.
Le taux de chômage était de  10,8 %, supérieur à celui de 1999 (5,7 %).

### Entreprises et commerces
- En 2011, exercent un podologue, des maçons, un menuisier, une société d'ambulances, une assistante maternelle, deux cultivateurs-agriculteurs, mais il n'y a plus aucun commerce.
- Parc éolien : Fresne-Tilloloy héberge, avec les communes de Saint-Maxent et de Doudelainville, un parc de dix éoliennes de deux MégaWatts chacune et ayant une hauteur d'environ 80 m.

## Culture locale et patrimoine

### Lieux et monuments

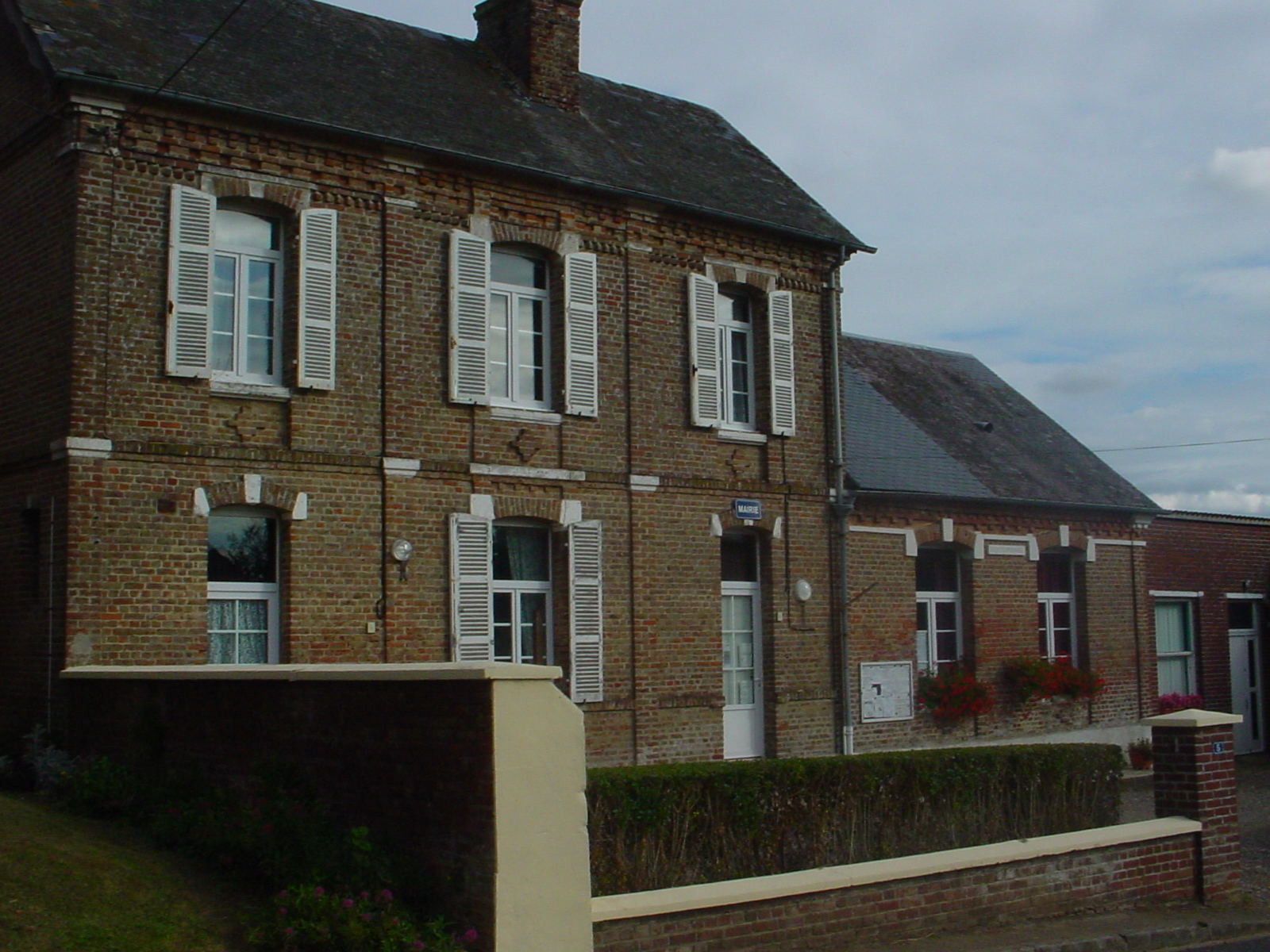
La mairie.

- La mairie

La mairie, comme souvent en milieu rural, faisait aussi bien fonction de bâtiment administratif que d'école. L'école restera ouverte jusqu'en 1982.
- L'église de Fresnes-Tilloloy

L'église initiale, vouée à saint Ouen, fut construite au XIVe puis déplacée vers 1860-1870 et la nouvelle église a été inaugurée en 1887. Bâtie en pierre de taille et brique, couverte en ardoise, « elle renferme une belle contretable à deux piliers et corniches peintes de différentes couleurs, avec un dais en bois au-dessus, sur lequel est peint un Saint-Esprit ». Au-dessus du tabernacle se trouve un tableau sur lequel est représenté un crucifix et la Sainte-Vierge d'un côté, et de l'autre saint Ouen (sic).
Près du maître autel, se tiennent deux statues : saint Ouen, en pierre, et saint Nicolas en bois. Le sanctuaire est fermé d'une balustrade de bois.
D'après Me Dargnies, prêtre desservant en 1873, le chœur a 23 pieds de long sur 18 de large, « sans y comprendre deux places faites pour deux chapelles dont l'une sert de sacristie, lesquelles ont chacune six pieds de long sur 18 de large ». Trois messes  sont alors dites par semaine.
En 1871, la cloche de l'église a été bénite par monsieur Bellavoine, curé de Doudelainville. Cette cloche porte les inscriptions suivantes : « Ma marraine est Henriette Josephine Sannier. Mon parrain est Firmin Renouard, doyen de Gamaches ». Son poids est de 312 kg. La couverture du clocher a été entièrement rénovée en 2008.

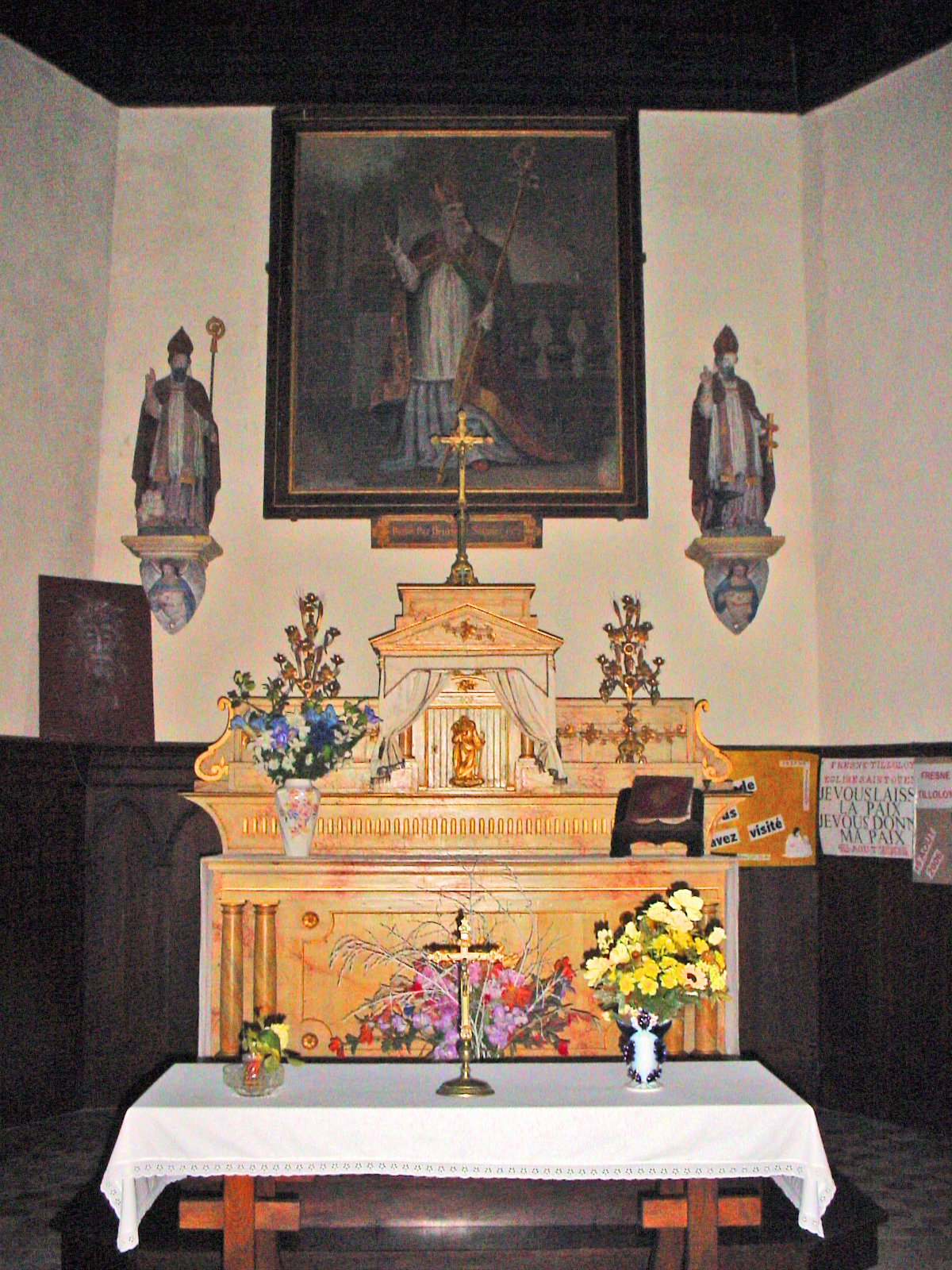
L'autel de l'église.
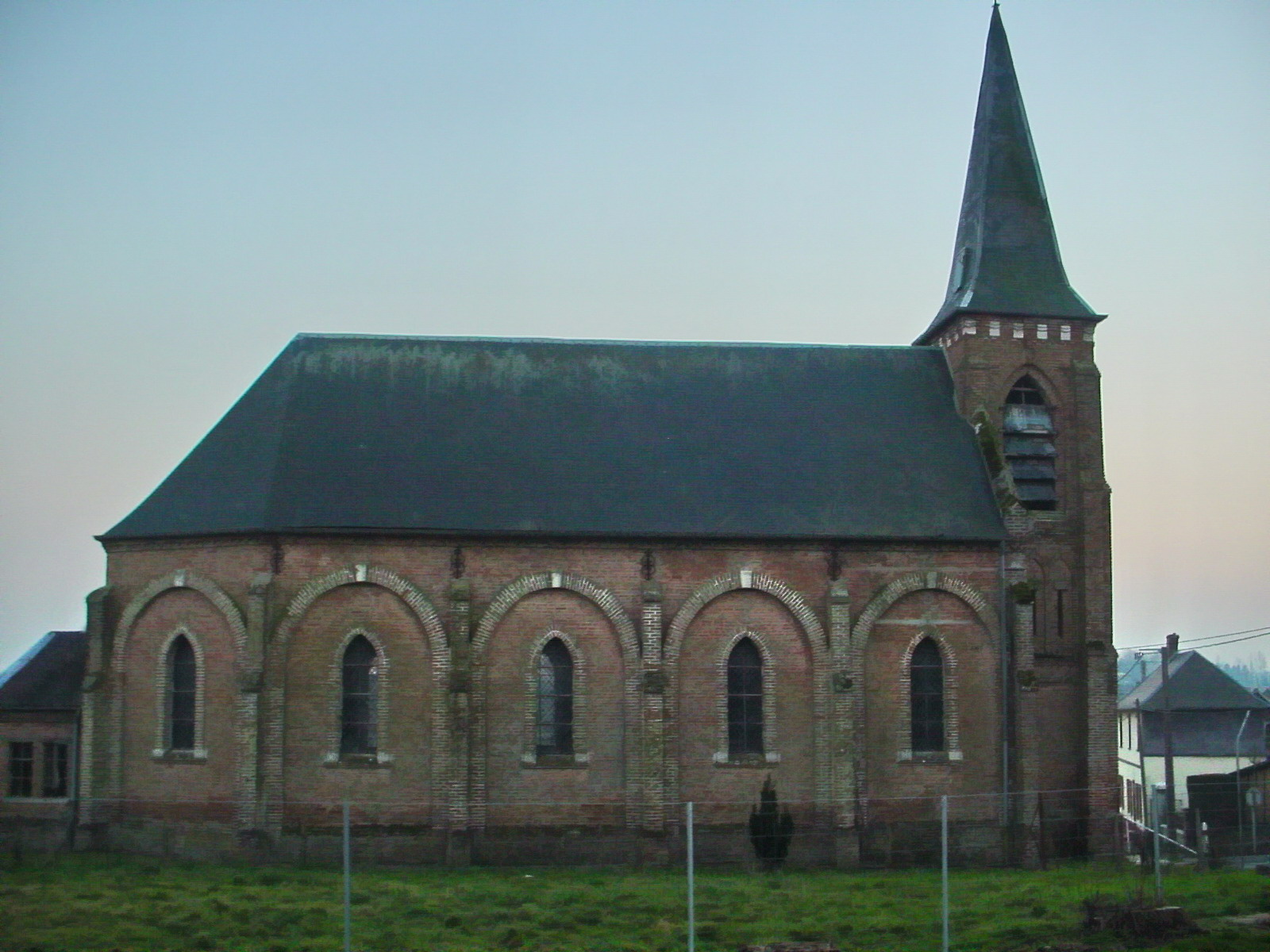
Façade nord de l'église de Fresnes-Tilloloy.

- Le cimetière communal

Le cimetière est situé à l'entrée du village, route principale, en provenance d'Abbeville.
Le 9 mars 1834, monsieur Acutteler, doyen d'Hallencourt, bénit le cimetière communal en présence de monsieur Duvauchelle, curé de Doudelainville desservant la paroisse[réf. nécessaire].
- Le monument aux morts

Le monument aux morts fut construit entre les années 1920 - 1930.
Il comporte douze noms de victimes de la Première Guerre mondiale :
- Les calvaires

Ces calvaires sont dits « croix monumentales ». Il en existe trois : le long de  la rue principale (à la limite avec Oisemont, au croisement de la rue Neuve et face à la mairie).
- Le château de Fresnes-Tilloloy

C'est une grande demeure du XIXe siècle faisant partie des jardins d'agrément du patrimoine.

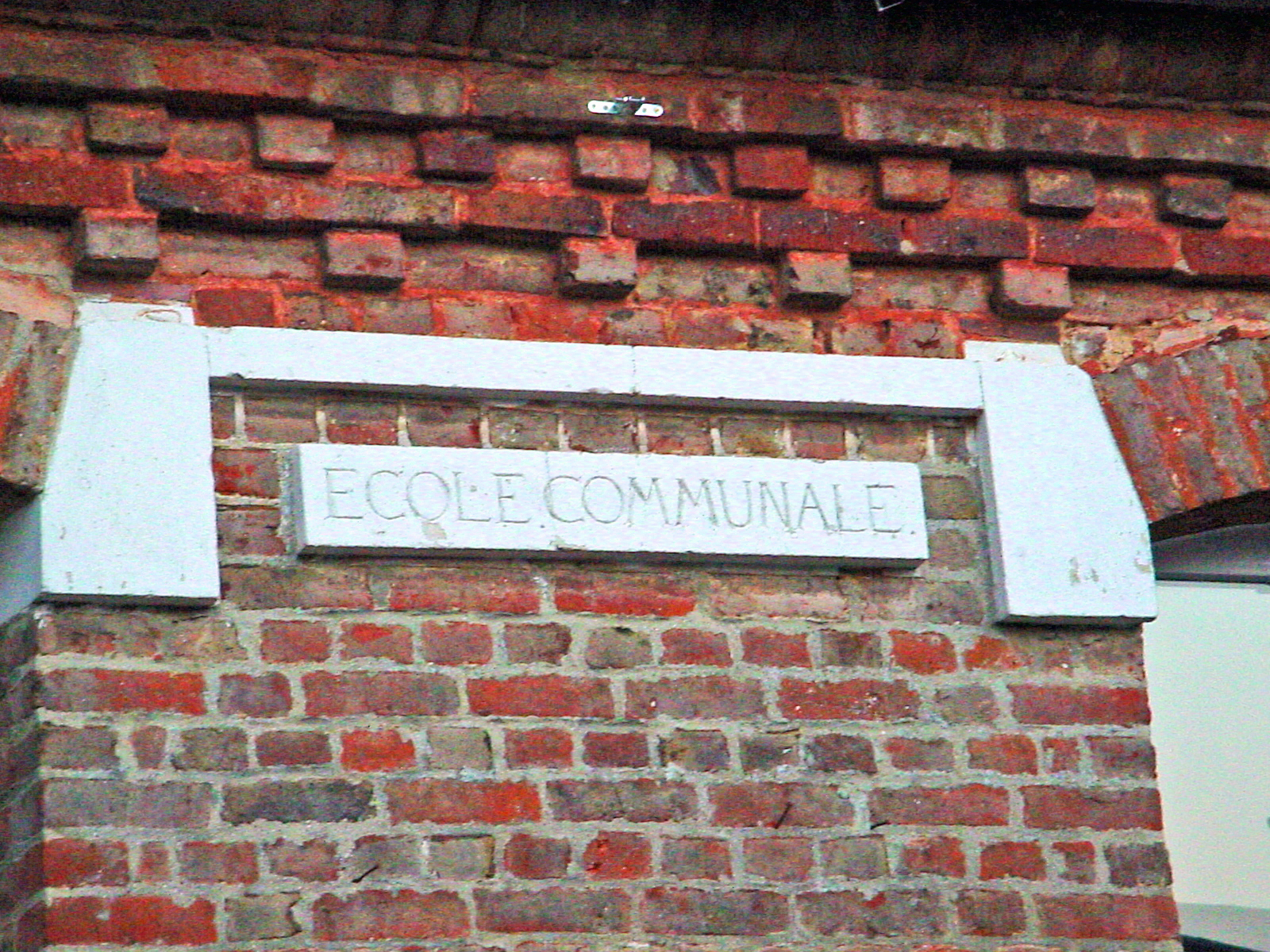
Plaque de l'école communale.
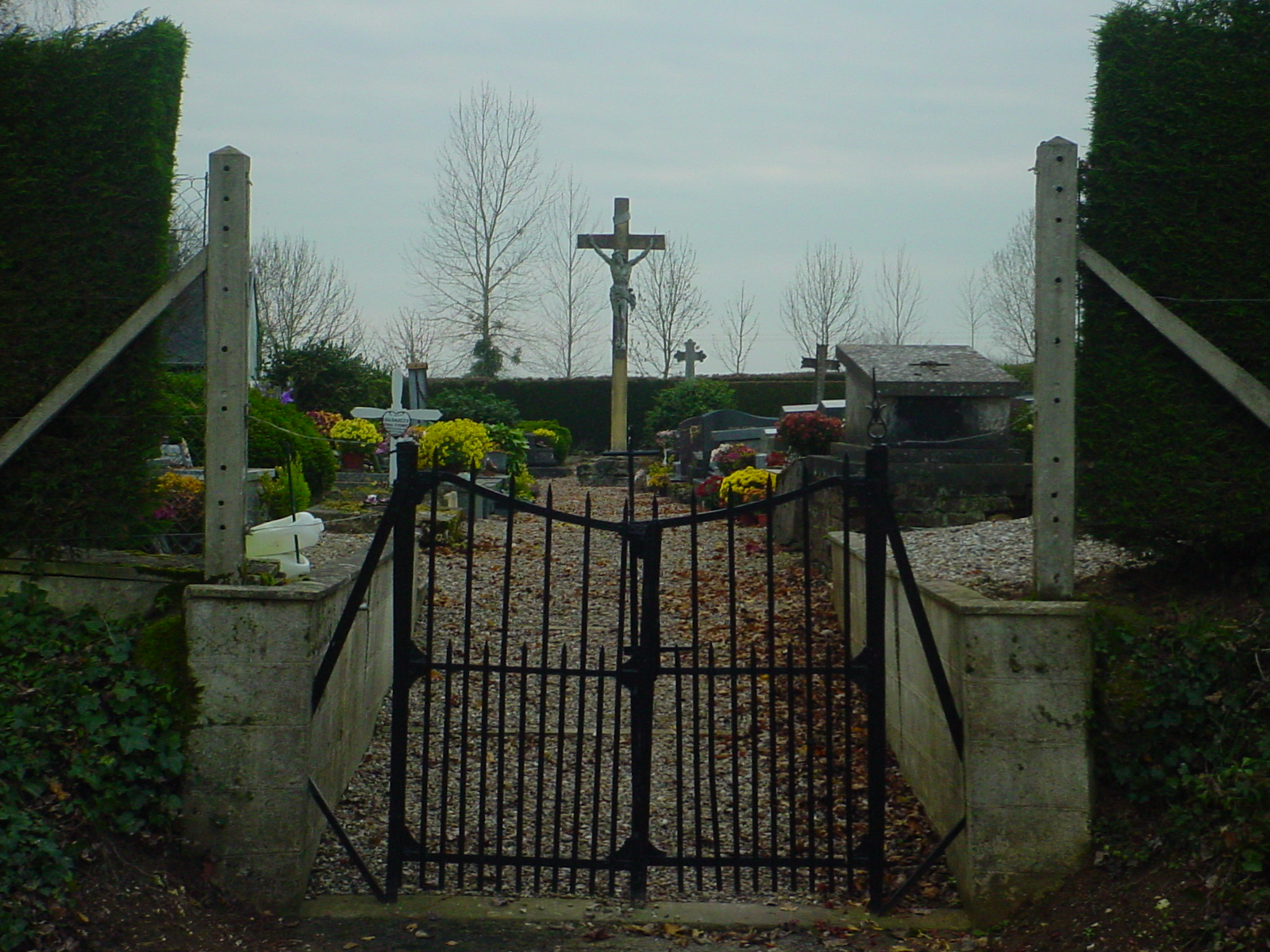
Portail du cimetière.
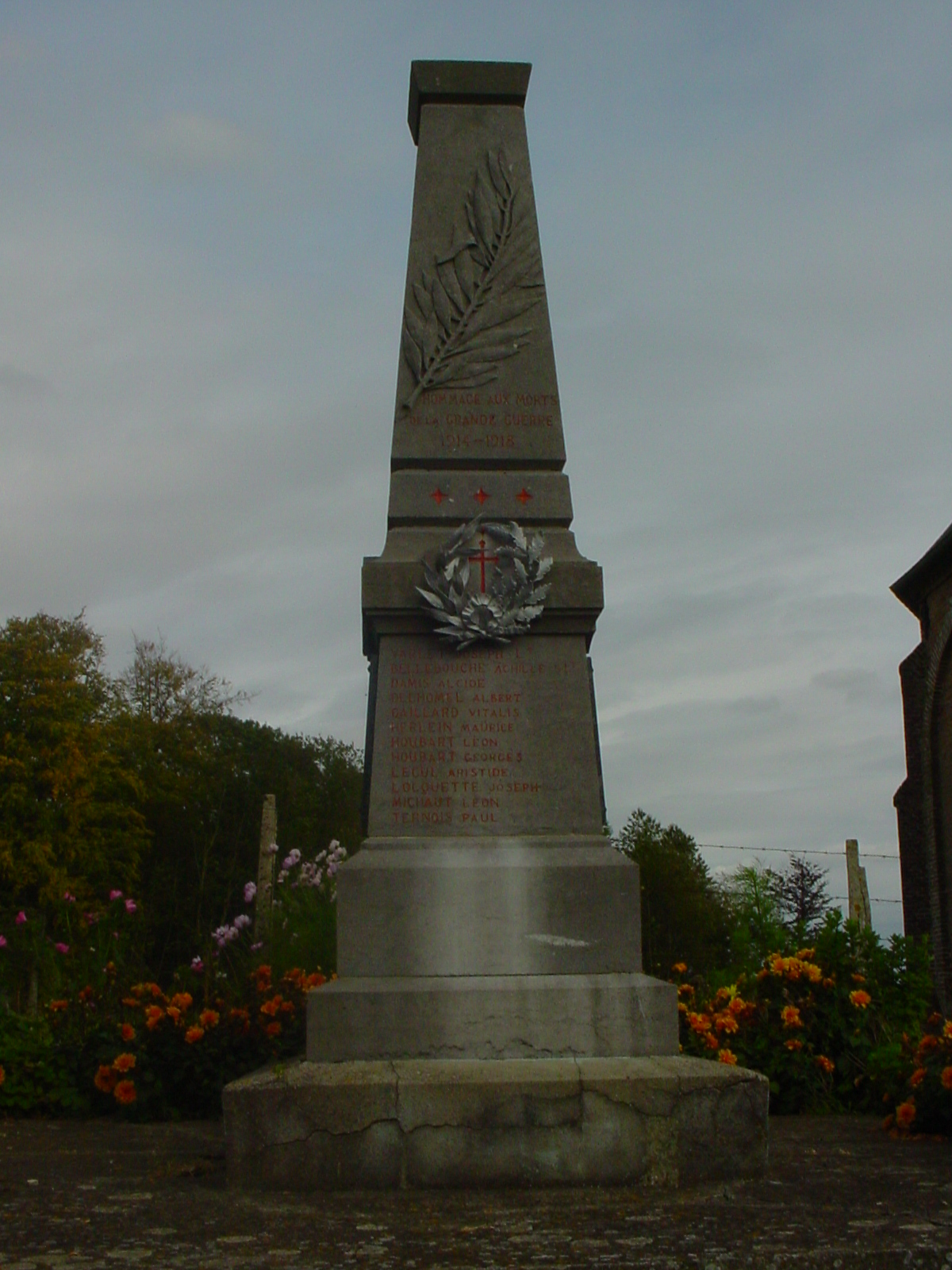
Le monument aux morts de Fresnes-Tilloloy.
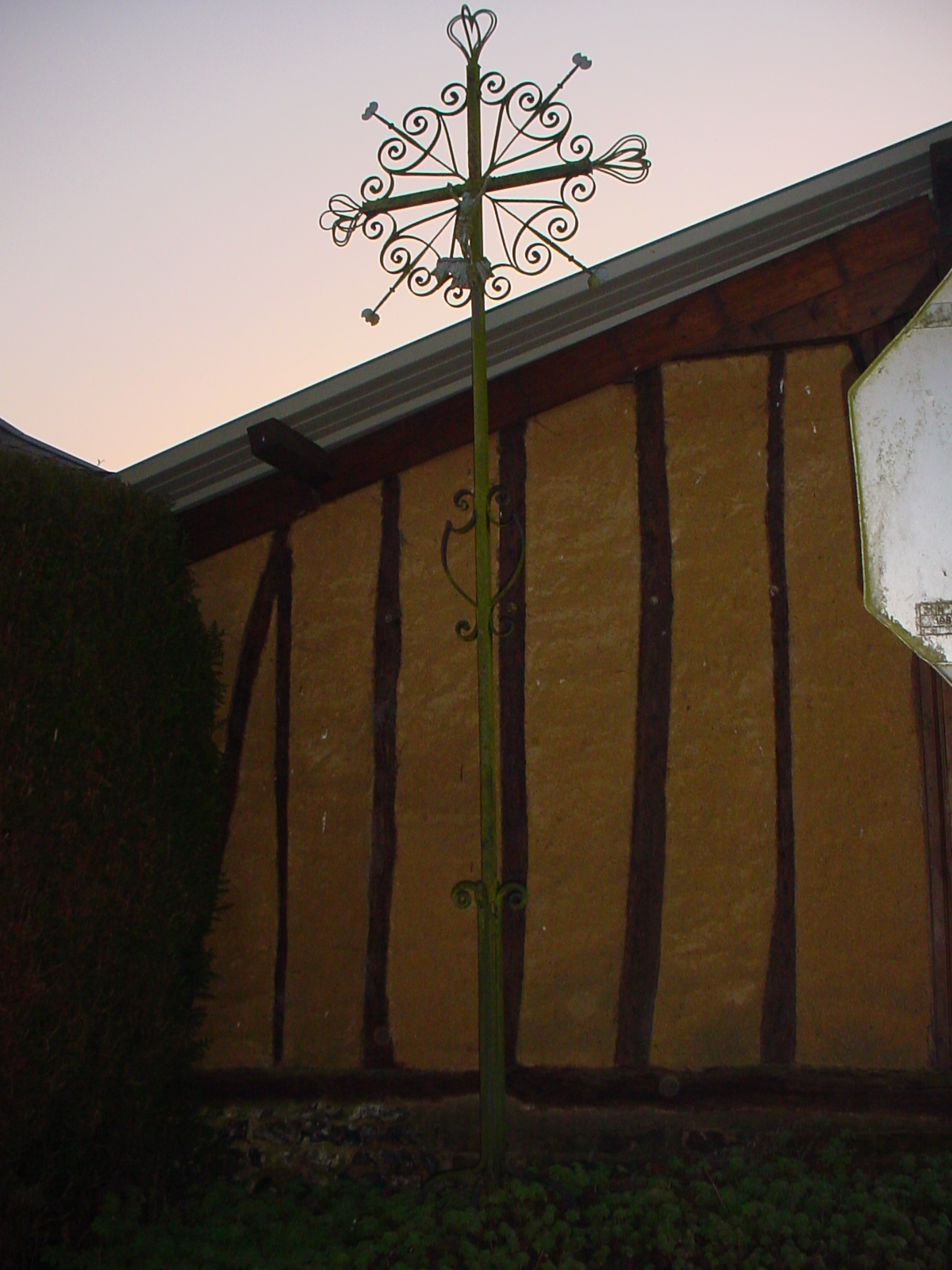
Le calvaire situé face à la mairie.

### Héraldique
Fresne-Tilloloy n'a pas de blason, mais il se peut que le village ait été sous l'égide d'un des blasons d'Amiens, de la Somme ou de la Picardie en plus des armoiries du royaume de France et des empires qui se sont succédé.